# Стихирарь

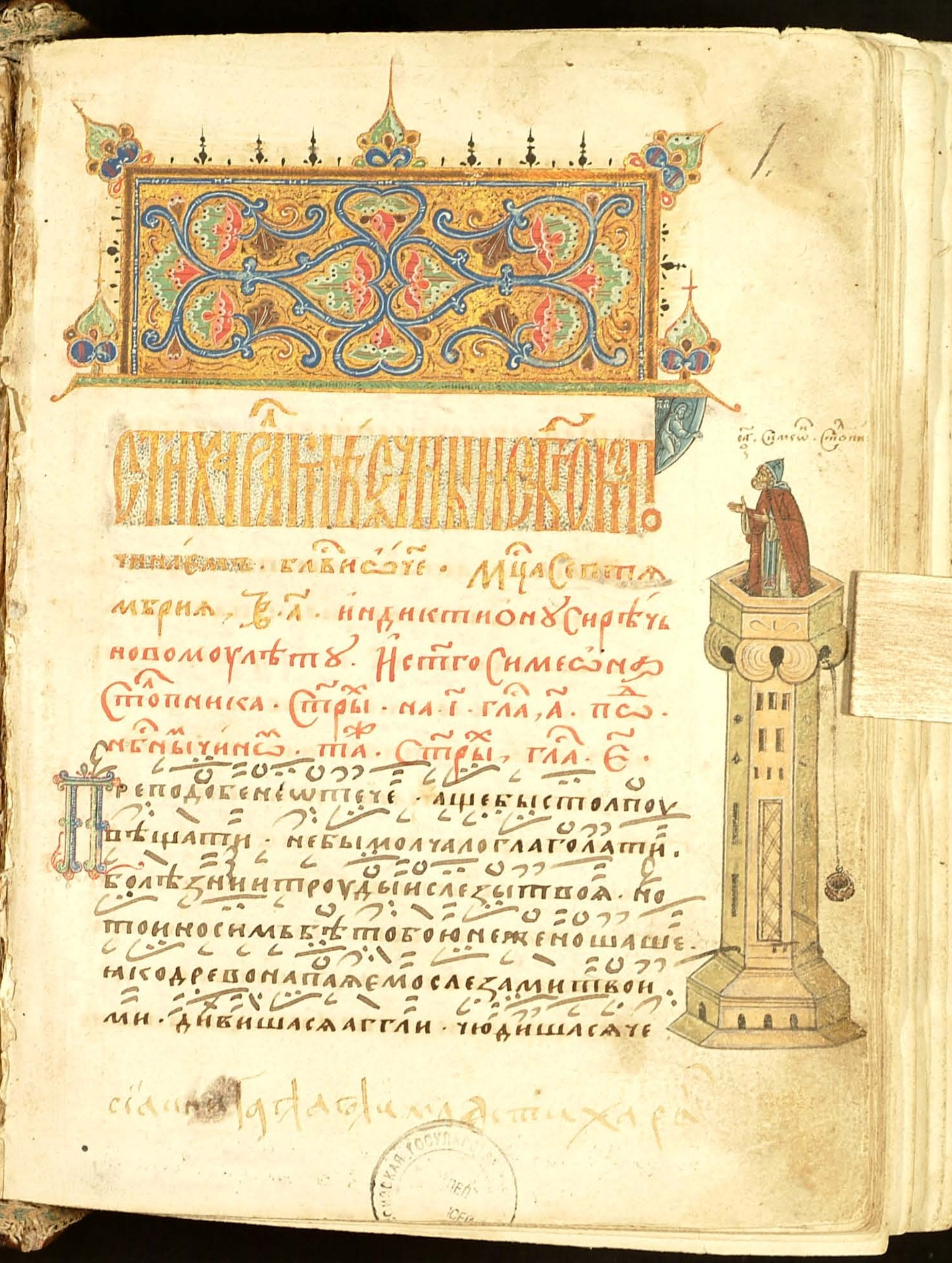
«Стихераль месячный о Бозе починаем, благослови отче», полуустав начало XVI века. Рукопись 411. (1326.) на сайте Троице-Сергиевой лавры

Стихира́рь, Стихера́ль (др.-греч. Στιχηρὰριον) — богослужебная книга православной церкви, содержащая в себе богослужебные тексты, предназначенные для пения в церкви. Стихирари бывают двух видов: первые содержат тексты и ноты, вторые — одни тексты. Состав Стихирариев разных изданий различается.
Стихирарь включает в себя в первую очередь стихиры из Октоиха, Триоди и Минеи, откуда и получил своё название. Кроме того, Стихирарь может содержать в себе: Ирмологий или отдельные ирмосы на Двунадесятые праздники и из Октоиха; светильны; чины погребения монахов и мирян; степенны, богородичны на восемь гласов, пасхалию, месяцеслов с вруцелетними буквами и указанием службы; устав службы на память русских святых; припевы на Господские праздники, часы на Рождество Христово.
Стихирарь известен с первых веков от Крещения Руси. Наиболее древние Стихирари — крюковые или безлинейные, они рукописные и издавались до Реформы, до середины XVII века. Начиная со второй половины XVII века знаменное пение сменяется партесным пением. Стихирари не издаются совсем до середины XIX века, примерно с середины XIX века издаются нотнолинейные Стихирари. В 1886 году впервые был издан Стихирарь без нот, текстовой.